# Нечай (герб)
Нечай  — шляхетський герб, відміна герба Побуг, або підвид герба Підкова.

## Опис герба
Опис згідно з класичними правилами блазонування: 
В червоному полі срібна підкова, а під нею спрямована вгору стріла з роздвоєним кінцем, У клейноді три пера страуса (у публікації Ф. Пікосинського пера видалені, щоб спростити друк ).

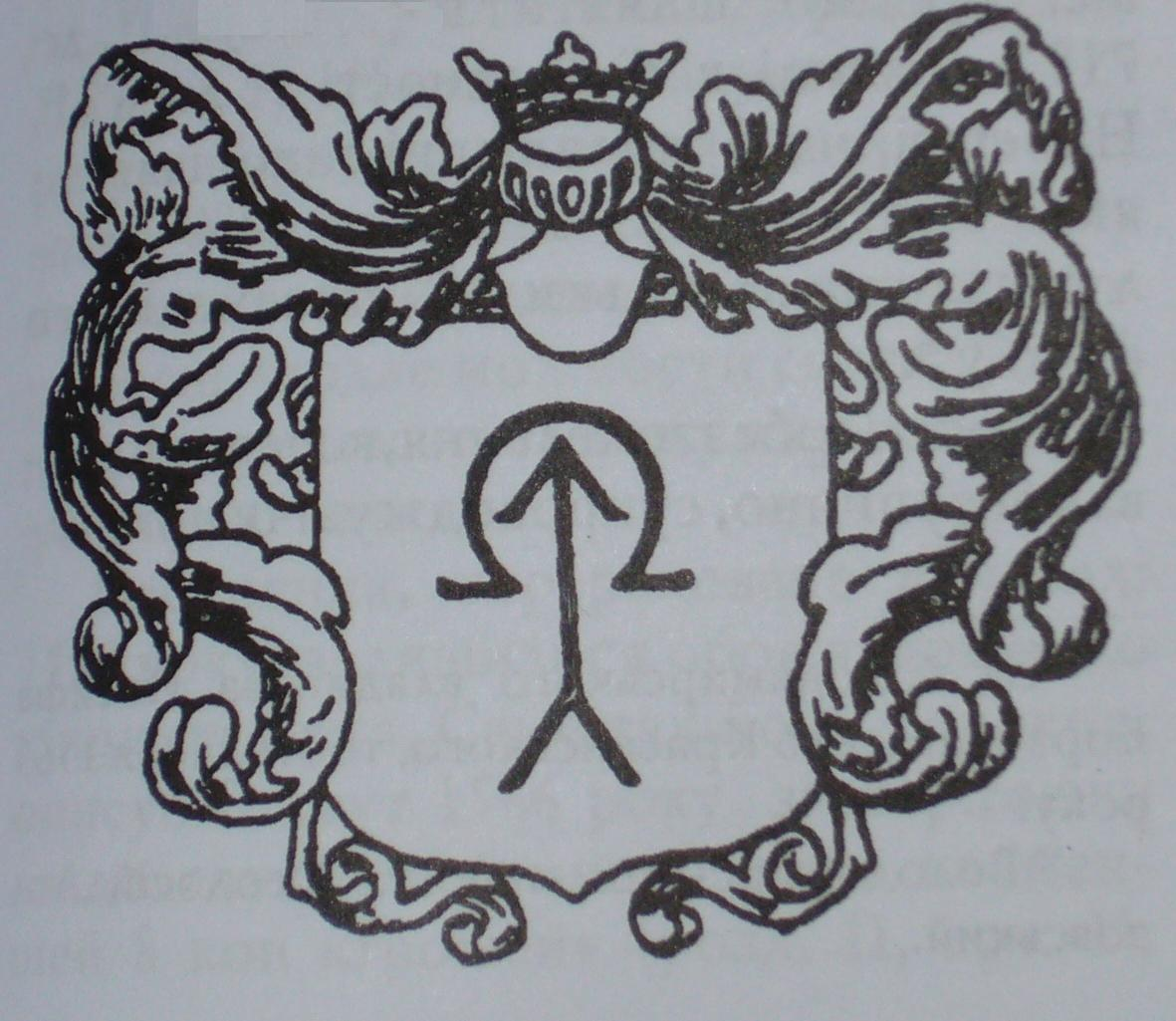
Герб Нечай друку Альберта Віюк-Каяловича від 1658 р.

## Власники
Нечаї (Nieczaj, Nieczay, Neczaj, Niczaj),  Нечай-Грузевичі (Nieczaj-Hruzewicz, Hruziewicz, Hrucewicz).

### Відомі власники
- Нечай Василь Семенович, дворянин королівський в 1524 році.
- Нечай-Грузевич Ян, судовий пристав прикордонний київський 1627, войський київський, помер 1645.
- Нечай Данило, полковник козацький брацлавський, загинув у битві під Красним 1651 року.
- Нечай Іван, зем'янин мстиславський, козацький полковник білоруський, потім королівський, староста бобруйський, потім загальський, виборець короля 1669 року від Мінська, зять Богдана Хмельницького.
- Нечай Василь, лицар польський, виборець короля 1674 року від Равського воєводства, брав участь у битві під Віднем у 1683 році.